# Jeunesse libre allemande
Pour les articles homonymes, voir FDJ.
La Jeunesse libre allemande (en allemand : Freie Deutsche Jugend, abrégé FDJ) était le mouvement de jeunesse officiel des 14-25 ans de la République démocratique allemande (RDA). La Jeunesse allemande libre faisait partie de la Fédération mondiale de la jeunesse démocratique et de l'Union internationale des étudiants.
La branche autonome de l'organisation en République fédérale d'Allemagne (FDJ in Westdeutschland) y est interdite depuis 1951, car elle est considérée comme anticonstitutionnelle.

## Origine

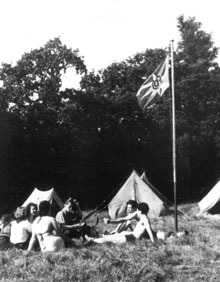
Drapeau de la FDJ en Angleterre en août 1939.

Les premiers groupes de la Jeunesse allemande libre furent constitués en exil avant la Seconde Guerre mondiale, à Paris en juin 1936 et à Prague le 8 mai 1938. Mais les activités de la FDJ en Tchécoslovaquie et en France furent interrompues lors de l'occupation allemande, car ses membres avaient dû fuir. Des groupes de la Jeunesse allemande libre furent alors constitués en Grande-Bretagne à partir d'avril 1939. Sa mission principale était alors de soutenir les immigrants juifs, souvent très jeunes. Environ 10 % des jeunes de 14 à 18 ans qui avaient pu émigrer vers la Grande-Bretagne y rejoignirent ensuite la FDJ. À partir d'avril 1943, la FDJ en Grande-Bretagne appela ses membres à rejoindre les rangs de l'armée britannique et environ 150 jeunes suivirent cet appel. Également en 1943, la Jeunesse allemande libre adhéra, en tant qu'organisation, au Mouvement de l'Allemagne libre (Bewegung Freies Deutschland) qui fut créé à Londres le 25 septembre. En octobre 1945, la Jeunesse allemande libre participa, avec une délégation de huit membres, au congrès de création de l'Union internationale de la jeunesse démocratique et y obtint un poste d'observateur.
La FDJ cessa ses activités au Royaume-Uni durant l'été 1946, en raison du retour en Allemagne d'environ 200 de ses membres après la fin de la guerre.

## La Jeunesse allemande libre en RDA

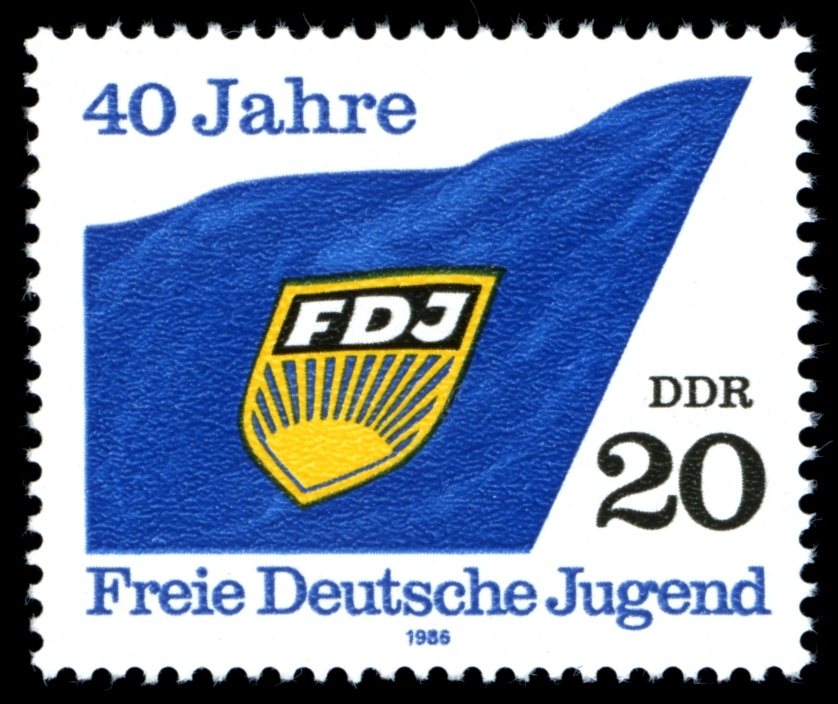
Timbre-poste de la RDA (1986).

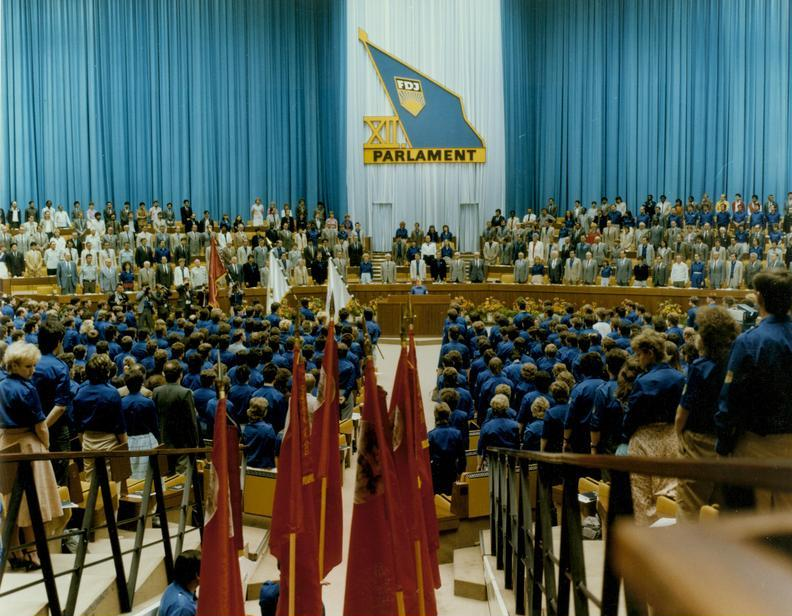
Congrès de la FDJ à Berlin le 21 mai 1985.

Avant leur retour à Berlin, les dirigeants du Parti communiste allemand (KPD), alors exilés à Moscou, avaient échafaudé des plans pour la politique de la jeunesse de l'Allemagne d'après-guerre. Ils ne voulaient pas recréer un mouvement de jeunesse communiste, mais plutôt une organisation de masse démocratique et anti-impérialiste sous la dénomination de Jeunesse allemande libre (Freie Deutsche Jugend). Dès l'été 1945, l'administration militaire soviétique en Allemagne annonça la mise en place de comités de jeunesse, et en février 1946 le Parti communiste allemand obtint l'aval de Moscou pour la création de la Jeunesse allemande libre. Le secrétariat du comité central fixa la création de l'organisation au 24 février 1946, mais se heurta à l'opposition de l'Église qui n'avait pas été consultée sur ce sujet et craignait de ne pas obtenir le droit de créer des mouvements de jeunesse confessionnels. Après que ce droit lui fût accordé, Wilhelm Pieck apprit le 6 mars que l'administration militaire soviétique autorisait la création de la Jeunesse allemande libre. Le nom et l'emblème des anciens groupes en exil furent alors repris.

### Fonction de la Jeunesse allemande libre
L'organisation, relais auprès des jeunes du Parti socialiste unifié d'Allemagne (SED), avait pour mission de diffuser le marxisme-léninisme au sein de la jeunesse et de lui donner une « éducation socialiste ». Les objectifs que la Jeunesse allemande libre s'était fixés étaient l'approfondissement de l'amitié avec l'Union soviétique et le soutien à tous les peuples du monde en lutte contre l'impérialisme. Ainsi des brigades de la FDJ participèrent à la construction du gazoduc Droujba et de la ligne de chemin de fer Baïkal Amour Magistral (BAM) en Union soviétique, ou travaillèrent comme bénévoles humanitaires au Nicaragua, au Mozambique et en Angola.
À côté des objectifs idéologiques, l'organisation des loisirs et de la culture de ses membres (culture de jeunesse en RDA) représentait également une fonction essentielle de la Jeunesse allemande libre. Elle géra ainsi des clubs de jeunes et des auberges de jeunesse, et organisa des voyages par l'intermédiaire de l'agence Jugendtourist. Des voyages à l'étranger furent organisés par cette agence, mais les voyages dans les pays occidentaux étaient généralement inaccessibles aux « membres normaux ».
La Jeunesse allemande libre chapeauta également l'Organisation des pionniers Ernst Thälmann.

### Statistiques
(Données de 1989)
- Répartition par tranche d'âge
  - 13–17 ans : 40 %
  - 18–21 ans : 32 %
  - 22–25 ans : 21 %
  - 26 ans et + : 7 %
- Nombre de membres en pourcentage de la population de jeunes gens
  - 1947 : 16 % (400 000 membres)
  - 1951 : 44 %
  - 1961 : 49 %
  - 1971 : 58 %
  - 1981 : 69 %
  - 1986 : 74 %
  - 1987 : 70 %
  - 1988 : 85 %
  - 1989 : 88 % (2,3 millions de membres)

## La Jeunesse allemande libre enAllemagne de l'Ouest
Le 9 décembre 1945, Uschi et Max Rubinstein lançaient à Düsseldorf un des premiers groupes de la Jeunesse allemande libre, soit trois mois avant la création de la FDJ dans la zone soviétique.
Un an plus tard, la FDJ était également établie dans les autres zones d'occupation d'Allemagne de l'Ouest. Au cours des premières années, la direction du mouvement fut assurée par le communiste et résistant Helmut Heins, originaire de Hambourg, puis par Kurt Goldstein et Josef Angenfort. Les cadres dirigeants étaient en général des membres du parti. Les buts essentiels que s'était fixés la Jeunesse allemande libre étaient alors la reconstruction d'une Allemagne démocratique antifasciste, sans militarisme et sans monopoles, avec des droits sociaux garantis pour les enfants et les jeunes.
En 1950, la FDJ comptait environ 30 000 membres en RFA.
Sur le territoire de la RFA, la Jeunesse allemande libre lutta contre le réarmement décidé par Adenauer. Le 19 septembre 1950 intervint la première réaction de la part du gouvernement : les membres de la FDJ, du KPD et de l'Union des Victimes du Régime nazi se virent interdire des emplois dans l'administration.
Cela n'empêcha pas la Jeunesse allemande libre de préparer un référendum contre le réarmement. Elle espérait obtenir une adhésion massive en raison de l'antimilitarisme très répandu chez les jeunes Allemands dans l'immédiat après-guerre. Le 24 avril 1951 le gouvernement fédéral interdit le référendum par décret en le déclarant anticonstitutionnel. Le même jour, la FDJ d'Allemagne de l'Ouest (FDJ in Westdeutschland) fut également interdite en Rhénanie-du-Nord-Westphalie, avant d'être interdite sur tout le territoire de la RFA le 26 juin 1951.
Cette interdiction reste toujours en vigueur, mais d'après le ministère de l'Intérieur allemand elle ne vaut que pour l'ancienne branche autonome ouest-allemande FDJ in Westdeutschland.
En 1952, lors d'une manifestation s'étant déroulée à Essen contre le réarmement, la police de Rhénanie-du-Nord-Westphalie tue par balle Philipp Müller, membre de la FDJ. Par la suite, l'organisation est la cible d'une vague d'arrestations.

## Développement après la réunification

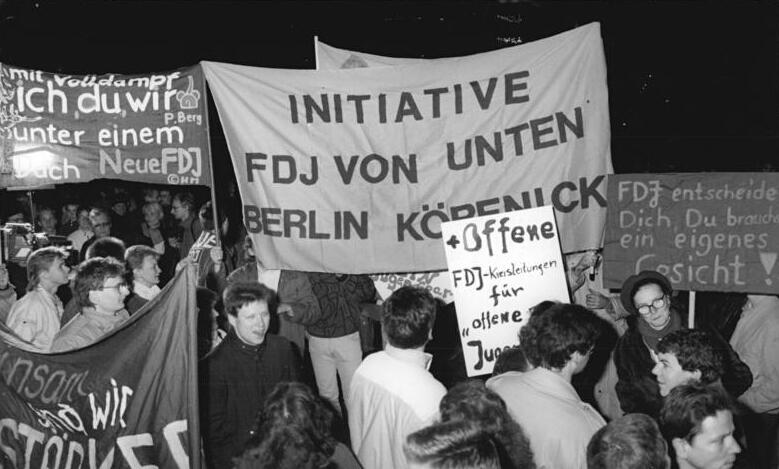
Manifestation pour le renouvellement de la Jeunesse libre allemande à Berlin, le 16 novembre 1989.

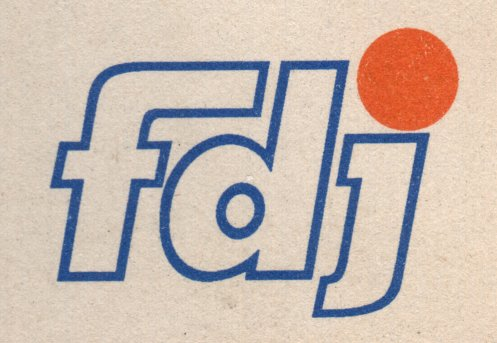
Logo de la FDJ en 1990.

Après la réunification de l'Allemagne, la Jeunesse allemande libre perdit pratiquement tous ses membres. La direction centrale de l'organisation s'effondra, mais quelques membres isolés prirent l'initiative de reconstituer des groupes.
Jusqu'en 1993 certaines structures fonctionnaient toujours grâce au bénévolat, mais le nombre de groupes locaux ne cessa de diminuer. La plupart des installations, comme les clubs de jeunes ou les camps de vacances, furent repris par d'autres associations, vendus ou fermés.
La FDJ resta néanmoins membre de la Fédération mondiale de la jeunesse démocratique. En 2003, la Jeunesse allemande libre comptait encore quelque 150 membres, contre 2,3 millions en 1989, la dernière année d'existence de la RDA.

## La FDJ aujourd'hui
Après la Wende et la révolution pacifique en RDA, le nombre de membres est passé de 2,3 millions à 22 000 entre novembre 1989 et novembre 1990, à 7 000 à la mi-1991, à un maximum de 300 en 1994, et à environ 150 en 2003. La FDJ encore existante est devenue politiquement insignifiante. Il existe des groupes à Berlin, Görlitz, Leipzig, Gotha, mais également à Brême, Francfort-sur-le-Main, Munich et Itzehoe.
En 1990, le PDS, successeur du SED après la réunification de l'Allemagne, ne reconnut plus la FDJ comme son mouvement de jeunesse et cessa ses contacts avec cette organisation. Cependant, Die Tagespost rapporte en 2016 que le siège de la FDJ se trouve dans la Maison Karl-Liebknecht à Berlin, un immeuble de bureaux qui héberge aussi le siège de Die Linke, parti héritier du PDS.
La FDJ dénonce la réunification de l'Allemagne comme une « annexion de la RDA » et réclame la création d'un État socialiste sur le modèle de la RDA. L'actuelle Jeunesse allemande libre continue de glorifier l'ancienne RDA tout en critiquant globalement la République fédérale d'Allemagne. Ainsi une série d'affiches de propagande éditée en 2000 avait pour slogans :
- « RDA : formation professionnelle pour tous ; RFA : 1 jeune sur 2 sans contrat d'apprentissage »
- « RDA : travail et pain pour tous ; RFA : 2,9 millions d'allocataires sociaux »
- « RDA : paix ; RFA : guerre contre la Yougoslavie »
- « RDA : amitié entre les peuples ; RFA : racisme et nationalisme ».

## Présidents successifs
- Adolf « Appel » Buchholz (8 mai 1938 – mars 1942, à Prague/Londres)
- Horst Brasch (12 avril 1942 – fin 1945)
- Alfred Kleeberg (fin 1945 - été 1946)
- Erich Honecker (7 mars 1946 – 27 mai 1955)
- Karl Namokel (1955 – 1959)
- Horst Schumann (1959–1967)
- Günther Jahn (1967–1974)
- Egon Krenz (1974–1983), futur membre du politburo et dernier secrétaire général du comité central du SED en 1989
- Eberhard Aurich (1983–1989)
- Jens Rücker (vers 1991)
- Andrea Grimm (vers 2000)
- Ringo Ehlert (2002-aujourd'hui)